# فرودگاه بین‌المللی فالز
فرودگاه بین‌المللی فالز (به انگلیسی: Falls International Airport) یک فرودگاه همگانی با کد یاتا INL است که یک باند فرود آسفالت دارد و طول باند آن 2256 متر است. این فرودگاه در کشور ایالات متحده آمریکا قرار دارد و در ارتفاع 361.2 متری از سطح دریا واقع شده است.